# East Bennett (Dakota del Sur)
East Bennett es un territorio no organizado ubicado en el condado de Bennett en el estado estadounidense de Dakota del Sur. En el Censo de 2010 tenía una población de 992 habitantes y una densidad poblacional de 0,58 personas por km².

## Geografía
East Bennett se encuentra ubicado en las coordenadas 43°11′25″N 101°27′11″O / 43.19028, -101.45306. Según la Oficina del Censo de los Estados Unidos, East Bennett tiene una superficie total de 1716.61 km², de la cual 1703.88 km² corresponden a tierra firme y (0.74%) 12.72 km² es agua.

## Demografía
Según el censo de 2010, había 992 personas residiendo en East Bennett. La densidad de población era de 0,58 hab./km². De los 992 habitantes, East Bennett estaba compuesto por el 43.45% blancos, el 0% eran afroamericanos, el 53.93% eran amerindios, el 0% eran asiáticos, el 0.3% eran isleños del Pacífico, el 0% eran de otras razas y el 2.32% pertenecían a dos o más razas. Del total de la población el 1.11% eran hispanos o latinos de cualquier raza.